# Sono stato io!

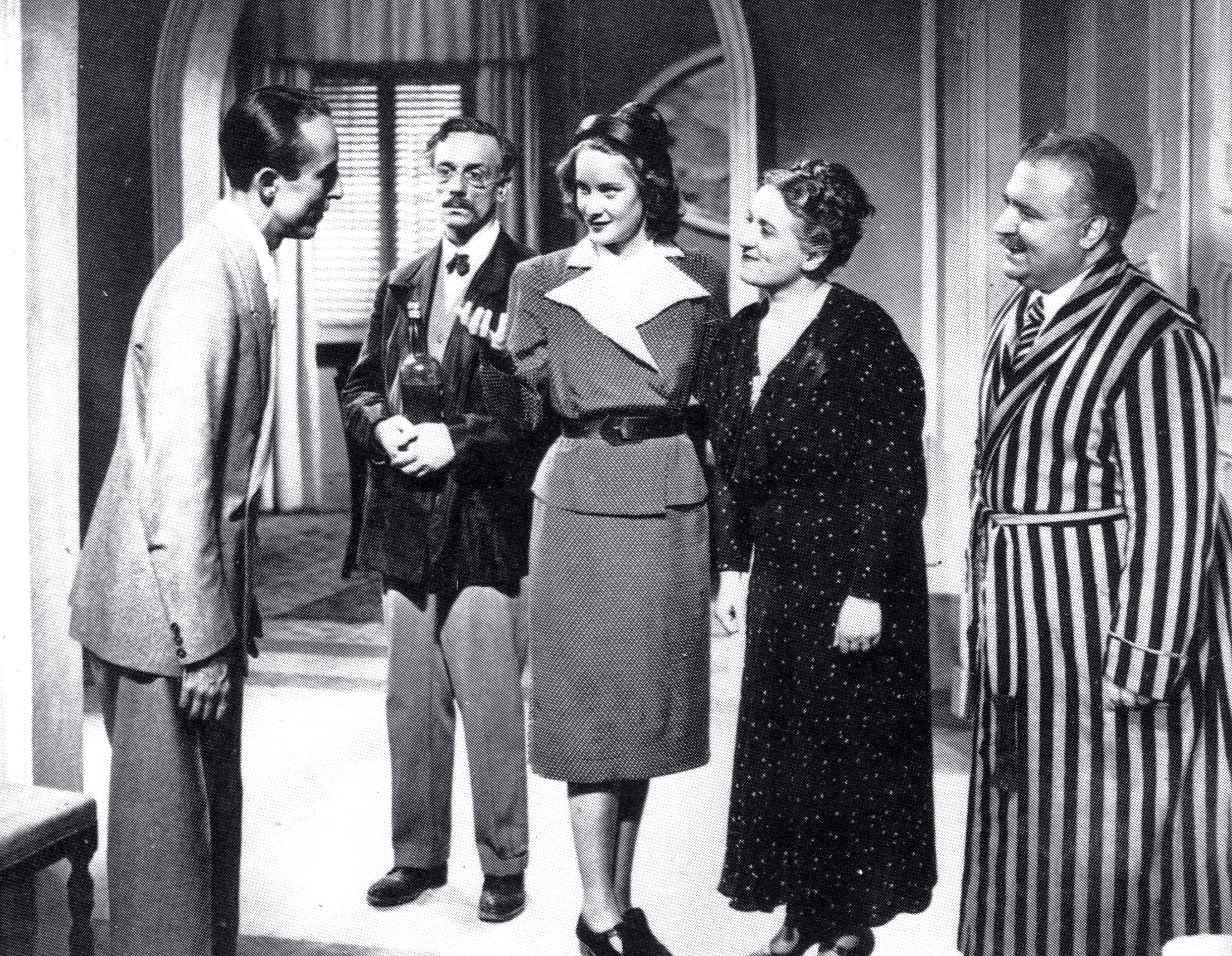
En svårbemästrad situation hemma hos donna Rosa. Från vänster: Albino Principe, Eduardo De Filippo, Alida Valli, Titina De Filippo och Federico Collino.

Sono stato io! (”Det var jag!”) är en italiensk filmkomedi från 1937 av Raffaello Matarazzo. Filmen var den unge och på 1930-talet mycket produktive filmskaparens sjunde som regissör och hade premiär endast fyra år efter hans första, Treno popolare. Filmen har gått till den italienska filmhistorien främst för att den introducerade den blivande Hollywood-stjärnan Alida Valli i hennes första betydande roll på vita duken.

## Om filmen
Denna komedi var tveklöst Matarazzos största publiksuccé under den fascistiska eran, enligt pressens och filmtidskrifternas kritik huvudsakligen på grund av filmens förstklassiga skådespelare: Eduardo De Filippo, hans bror Peppino och deras syster Titina. Syskonen De Filippo var vid denna tid kassamagneter av rang och publiken strömmade till i en omfattning som gjorde produktionen till en av 1930-talets största ekonomiska framgångar i branschen, trots att flera kritiker stämplade själva filmen som en bagatell. Den baserades, som de flesta filmer syskonen De Filippo medverkade i, på en teaterpjäs, Paola Riccoras Sarà stato Giovannino som till skillnad från filmen fortfarande på 2010-talet förekom i italienska teatrars repertoar.

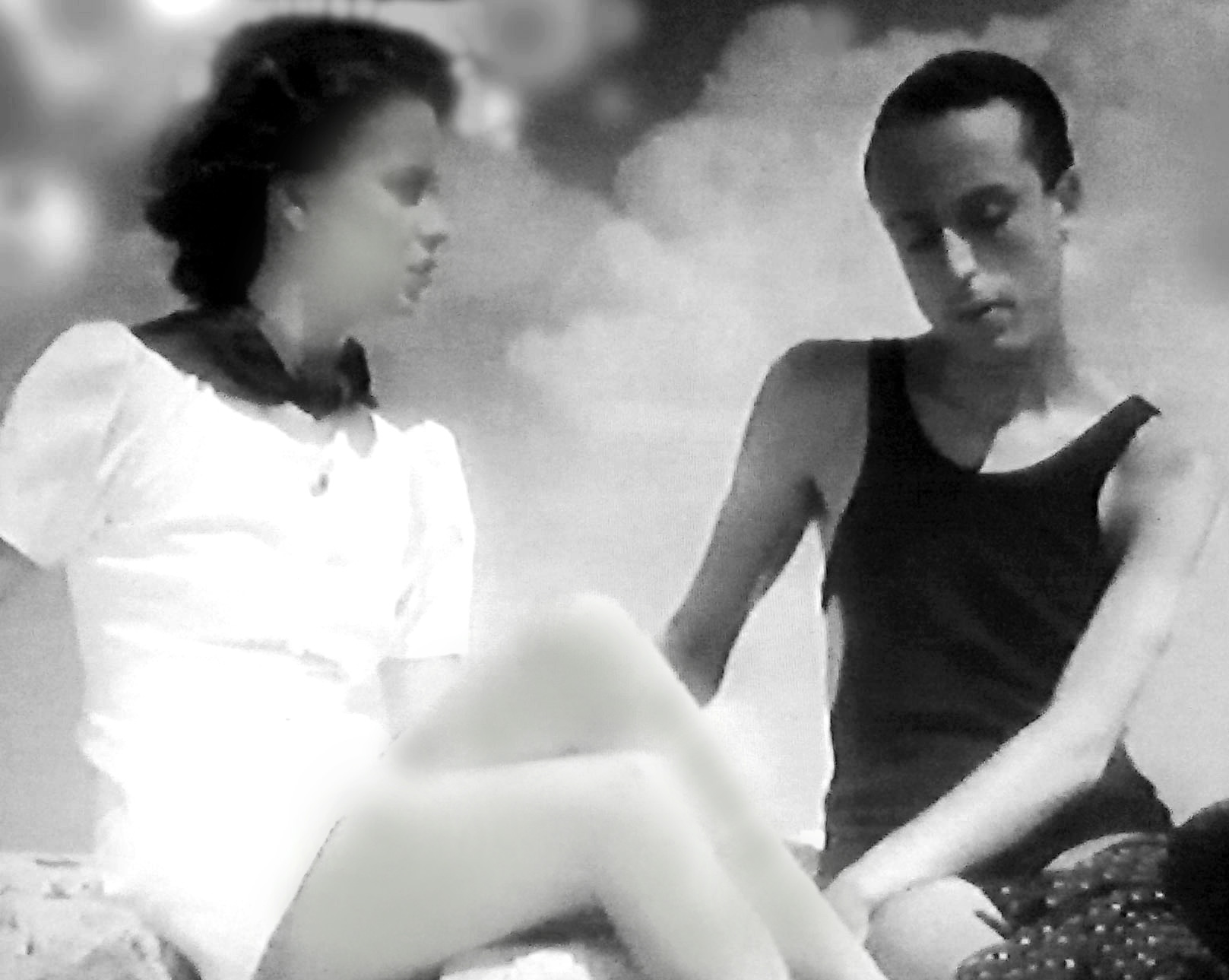
Den kanske mest ”skabrösa” strandscenen i Sono stato io! med Alida Valli och Albino Principe

## Handling i huvuddrag
Giovannino Apicella (Eduardo De Filippo) är en ogift medelålders man, en seriös tjänsteman som plikttrogen och fokuserad uträttar sitt dagliga värv på kontoret och verkar tillfreds med att det är arbetet som ger hans liv innehåll och mening. Hans mindre seriösa manliga kollegor ser honom som tråkigheten personifierad och utsätter därför dagligen honom för olika slag av mobbning, eller ”skämt” som de föredrar att kalla det. En dag blir några av tjänstemännen, inklusive Apicella, inkallade till personalchefens kontor. Nedskärningar är nödvändiga och någon av dem måste gå. Eftersom Apicella visar sig vara den ende av dem som varken har någon familjemedlem att försörja eller är släkt med verkställande direktörens fru, blir det han som får sparken.
När han kommer hem har han besök som väntar i form av Carlino (Peppino De Filippo) som har kommit för att be sin "farbror" Giovannino om ett lån. Av dialogen dem emellan framgår att det inte är första gången och att Carlino inte avser att betala tillbaka något förrän han är färdigutbildad advokat. Vidare framgår att Giovannino faktiskt inte är biologisk bror till Carlinos far Matteo (Federico Collino), utan att de är så kallade "mjölkbröder" ("fratelli di latte"), vilket i detta sammanhang kan antas betyda att Giovannino vuxit upp som fosterbarn hos Matteos föräldrar, även om det aldrig sägs explicit i filmen. Det spelar mindre roll för den skrupelfrie Carlino som är mer intresserad av "farbrors" pengar än eventuella blodsband.
Giovannino upplyser Carlino om att han har blivit friställd och ännu inte fått sin slutlön samt att Carlinos ekonomiska trångmål är det minsta av hans bekymmer eftersom han nu inte kommer att kunna betala hyran för sin lägenhet. Carlino föreslår att Giovannino ska flytta in hos honom, d.v.s. hans föräldrars stora våning där han kan få bo gratis. Giovannino är skeptisk och menar att visserligen är han och Carlinos far "mjölkbröder" och har kommit väl överens sedan de var små men att Carlinos mor donna Rosa (Titina De Filippo) säkerligen kommer att lägga sitt veto mot ett sådant arrangemang.
Carlino lyckas emellertid att få igenom sin plan genom att argumentera som en advokat inför sina föräldrar om Giovanninos utsatta situation och ensamhet. Donna Rosa menar att det mesta Carlino säger är pladder men inser samtidigt att en arbetslös Giovannino kan utnyttjas för en del gratisarbete i hemmet på samma sätt som familjen redan utnyttjar sitt fosterbarn Lisa (Isa Pola) som kökspiga och serveringspersonal. Carlino meddelar Giovannino att han kan flytta in och passar samtidigt på att låna en ansenlig del hans slutlön.
Giovanninos tillvaro i det nya hemmet blir eländig med ett enda undantag, fosterdottern Lisa som är vänlig mot honom. På ett eller annat sätt lyckas familjemedlemmarna göra honom till syndabock för allt som går fel, vanligen genom att helt enkelt ljuga om eller förtiga sin egen roll i sammanhanget. När Carlino mer eller mindre tvingar med sig Giovannino på ett nattklubbsbesök där Giovannino får spela hans far som dessutom ska vara "markis" för att Carlino vill imponera på en av dansöserna, Fiammetta (Lina Gennari) och hennes mor (Tecla Scarano), slutar det med att de kommer hem höggradigt berusade och Giovannino blir utkastad på balkongen av donna Rosa för att han har lurat med sig Carlino på dåligheter. På balkongen blir Giovannino vittne till Carlinos nattliga besök hos Lisa. Giovannino vet att Lisa är förälskad i Carlino och att denne inte drar sig för att utnyttja det. Han försöker stoppa Carlino men blir bryskt omkullknuffad och passerad.
Under semestern reser familjen till sin sommarbostad vid havet och Giovannino får följa med, numera som familjens oavlönade hovmästare och servitör. Mycket är planerat att hända under sommarledigheten, Carlino ska gifta sig och hans syster Lauretta (Alida Valli) ska förlova sig med Geremia (Albino Principe), son till en baron, vars far emellertid visar sig vara helt omedveten om saken. Det unga paret har tänkt lösa det problemet genom att rymma tillsammans men den planen avslöjas oavsiktligt av Giovannino som misstar baronen för en trädgårdsskötare och ger honom ett hemligt brev från Lauretta till Geremia. Därmed blir det naturligtvis Giovanninos fel att donna Rosa inte får in adligt blod i familjen. Giovannino tar det med ro, dels för att han vant sig vid rollen som familjens syndabock, dels har han i hemlighet lyckats skaffa nytt arbete och bostad och avslöjar detta för Lisa.
I samband med firandet av donna Rosas namnsdag når syndabocksspelet en sista höjdpunkt när det avslöjas att Lisa är gravid. Även om donna Rosa egentligen borde inse att förslaget är galet framkastar hon ändå närmast reflexmässigt antagandet att det kan vara Giovannino som är fadern. Giovannino försöker då få Carlino att ta sitt ansvar genom att hugga tag i hans kavaj inför alla och flera gånger ilsket kräva svar på sin fråga: "Sono stato io?". Slutligen när Carlino, tydligt chockad av situationen, inte vågar svara, ändrar Giovannino frågan till ett resignerat medgivande: "Sono stato io!" ("Det var jag!"), som han upprepar ett flertal gånger förtvivlad över att ingen i denna familj tycks vilja ta ansvar för sina handlingar, inte ens när en tragedi står för dörren. Omedelbart efter detta upptäcker man att Lisa är på väg ner mot havet, sannolikt med avsikt att begå självmord. Hon blir räddad i sista stund av en ångerfull Carlino som springer och hämtar henne varefter de går tillsammans mot huset, där donna Rosa, Matteo och Giovannino väntar på dem.

## Mottagandet
Filmen blev som de flesta av Matarazzos filmer en kassasuccé men kritiker anmärkte att den huvudsakligen bestod av ett antal filmade teaterscener i vilka syskonen De Filippo agerade som de brukade göra i pjäser och att det fungerade bra i vissa scener medan det i andra, t.ex. den viktiga scen i slutet från vilken filmens titel kan härledas, inte fungerade alls. Man noterade även att en strandscen med en mycket lättklädd Valli inte fanns med i den pjäs som filmen byggde på. Centro Cattolico Cinematografico placerade omgående filmen på sin lista över olämpliga sådana med hänvisning till dess många skabrösa strandscener och avsåg med den formuleringen kanske framför allt scenen med Valli som var omyndig (16 år) när filmen spelades in.
En annan detalj som Matarazzo fick negativ kritik för var att Eduardo De Filippo var alldeles för ung (37 år) för att vara trovärdig som den 34-årige Peppinos ”farbror”. Det förmenades vara förödande för filmen som helhet eftersom dess handling bygger på spelet mellan deras totalt motsatta karaktärer, där åldersskillnaden är en väsentlig faktor. Matarazzo avfärdade den kritiken genom konstaterandet att han var den enda regissören som lyckats engagera hela syskonskaran De Filippo samtidigt, vilket på den tiden var ett gångbart argument i sig för att producera en film. Matarazzo menade att detta var en film med syskonen De Filippo i rollerna och att det var vad biopubliken önskade snarare än en trovärdig film om någonting väsentligt. Det är lätt att i Matarazzos replik läsa in en kvardröjande bitterhet över det mottagande hans banbrytande realistiska debutverk hade fått av publiken fyra år tidigare.

## DVD
Filmen finns utgiven på DVD av det italienska bolaget Ripley's Home Video, med undertexter endast på italienska (för hörselskadade).